# Estádio Municipal de El Alto
O Estádio Municipal de El Alto, também conhecido como Estádio Municipal de Villa Ingenio, é um estádio de futebol boliviano localizado na cidade de El Alto, na província de Pedro Domingo Murillo do departamento de La Paz. A praça esportiva possui capacidade para 25 mil torcedores e atende as normas da Federação Internacional de Futebol (FIFA). E a altitude do local supera a paceña: são 4.070 metros acima do nível do mar, 500 metros a mais em relação ao município vizinho.
Começou a ser construído em 1º de dezembro de 2013. O estádio foi erguido inteiramente com dinheiro público, pela prefeitura de El Alto e parte de seu financiamento veio do próprio governo boliviano — custou 58.541.286,00 bolivianos, aproximadamente R$ 26,5 milhões. Sua inauguração contou com um clássico entre Bolívar e The Strongest (clássico pacenho, o maior dérbi do país), vencido pelos aurinegros por 3 a 2.
É o 2º estádio de maior altitude do mundo, perdendo somente para o Estadio Daniel Alcides Carrión, em Cerro de Pasco, no Peru. O campo é casa do Unión Minas e fica a 4.378 sobre o nível do mar — e é detentor do recorde mundial neste sentido de acordo com a FIFA e o Guinness Book. A arena de El Alto, porém, destronou outros estádios bolivianos, como o Víctor Agustín Ugarte, em Potosí, que fica a 3.900m metros sobre o nível do mar, tornando-se o de maior altitude do país.
Atualmente, é onde o clube de futebol Always Ready manda seus jogos na División de Fútbol Profesional (DPF) do Campeonato Boliviano de Futebol.